# Levante (cantante)

Firma

Levante, pseudonimo di Claudia Lagona (Caltagirone, 23 maggio 1987), è una cantautrice e scrittrice italiana.

## Biografia

### Origini
Nata a Caltagirone, ma è cresciuta a Palagonia, nel 1996 subisce la perdita del padre, e a 14 anni, nel 2001, si trasferisce con la madre e i suoi fratelli da Palagonia a Torino. Il nome d'arte Levante nacque per scherzo con un'amica durante l'adolescenza, ispirandosi al protagonista del film Il ciclone di Leonardo Pieraccioni.
Firma dapprima un contratto con l'A&A Recordings Publishing e l'Atollo Records, con cui registra il brano Troppodiva con il nome di Levante e le Effemeridi, successivamente, lascia Torino per recarsi a Leeds, nel Regno Unito.

### Manuale distruzione
Nel 2013 fa ritorno in Italia e incide il singolo Alfonso con l'etichetta INRI (quattro anni più tardi verrà certificato disco d'oro dalla FIMI). Dopo aver aperto i concerti del Sotto casa Tour di Max Gazzè, l'11 marzo 2014 esce il suo primo album Manuale distruzione, che esordisce all'ottava posizione della Classifica FIMI Album. L'album viene successivamente premiato come migliore opera prima dall'Academy Medimex.
Riceve una candidatura agli MTV Europe Music Award di Glasgow come Best Italian Act e arriva alle finali del Premio Tenco per il suo album d'esordio. Durante il suo primo tour partecipa al Concerto del Primo Maggio a Roma e alterna le sue date con le aperture dei concerti dei Negramaro. Nel 2014 è ospite di Musica da Bere dove viene premiata con la Targa Artista emergente, che ritira durante l'omonima manifestazione che si svolge al teatro CTM di Rezzato.

### Abbi cura di te: il secondo album

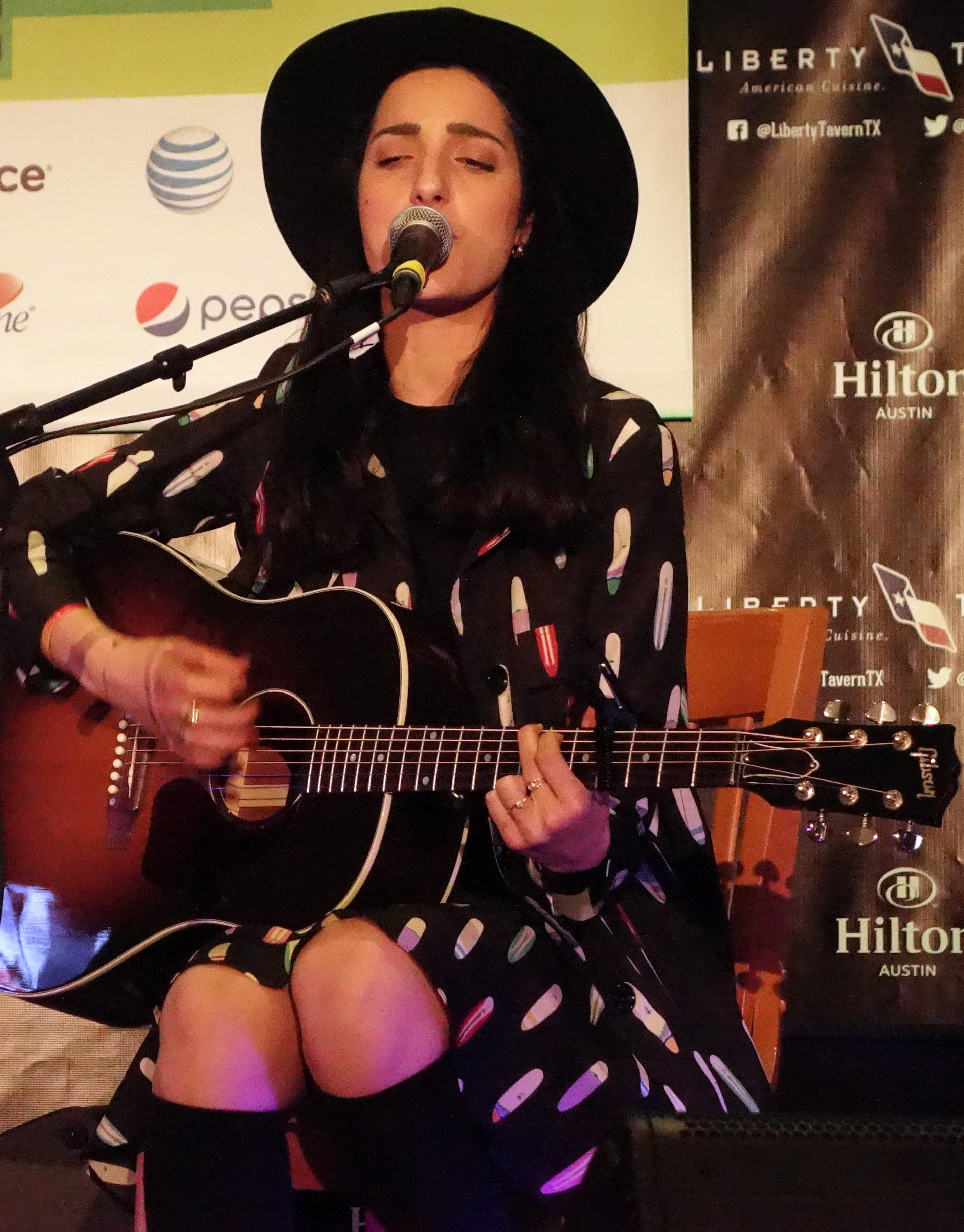
Levante nel 2015

Nel 2015 partecipa al festival South by Southwest (SXSW) in Texas e suona anche a Los Angeles e a New York. Nel mese di marzo, in occasione del suo show acustico negli Stati Uniti d'America, presenta in anteprima assoluta Abbi cura di te, il singolo d'esordio del nuovo album. Partecipa nuovamente al Concerto del Primo maggio 2015. Pochi giorni dopo esce il nuovo album Abbi cura di te per la Carosello Records, da cui verranno estratti quattro singoli pubblicati nel corso dell'anno: Ciao per sempre, Finché morte non ci separi, Abbi cura di te e Le lacrime non macchiano. L'album Abbi cura di te è candidato al Premio Tenco e il brano Le lacrime non macchiano è candidato nelle sezioni ‘Album in assoluto dell'anno' e ‘Canzone singola’. Con Ciao per sempre partecipa inoltre al Summer Festival 2015 nella categoria Big.
Il 6 giugno 2015 parte dal MI AMI Festival di Milano l'Abbi cura di te Tour, che la porta a esibirsi dal vivo in 28 città italiane. Dopo una pausa, durante la quale apre i concerti italiani del tour di Paolo Nutini, il 24 ottobre 2015 riparte da Roma con il tour invernale che fa tappa nei teatri e nei club delle principali città italiane. In autunno pubblica Abbi cura di te anche in versione vinile e Finché morte non ci separi, interpretato con la madre. Nel mese di novembre 2015 riceve il Premio Bertoli. A dicembre si esibisce in Calabria per il Premio Musica contro le mafie. Oltre che cantautrice impegnata, partecipa ad eventi per Alberta Ferretti, Gucci, Missoni, Pitti Uomo e ottiene le copertine di diversi fashion magazine.
Tra marzo e aprile organizza dei concerti speciali a Milano e Torino, con ospiti live a sorpresa e una scenografia arricchita per coinvolgere attivamente il pubblico in un'idea di festa. La risposta dei fan è tale che all'Alcatraz di Milano registra il sold out in prevendita e deve spostare lo show sul palco principale, dedicato ai grandi eventi. A Torino è necessario organizzare tre concerti consecutivi per accogliere tutto il pubblico. Il Primo Maggio 2016 Levante è tra gli artisti chiamati a suonare a Taranto davanti a oltre 200 000 persone, per la manifestazione annuale indetta dal comitato Cittadini e Lavoratori Liberi e Pensanti a tutela della salute, dei diritti civili fondamentali e del lavoro.
L'estate 2016 è dedicata alla registrazione del nuovo disco e allo sviluppo di nuovi progetti, tra cui la collaborazione con Trussardi Eyewear e un mini tour acustico per il marchio Lancome. Il lavoro discografico è intervallato solo da alcune date speciali: in Sardegna, dove Levante suona per la prima volta al prestigioso festival Abbabula, e nelle città di Roma (inaugurazione di Villa Ada Incontra Il Mondo), Milano (Festival per i 40 anni di Radio Popolare), Senigallia (per il CaterRaduno di Radio Due) e Torino (per i 10 anni di Torino Pride). A Settembre Levante è ospite di Singcity, il primo festival diffuso organizzato da RDS e Onstage. Segue a ottobre, sempre nel capoluogo lombardo, la partecipazione al Festival delle Lettere, dedicato alla cultura della lettera scritta a mano.
Intorno allo stesso periodo ha collaborato con J-Ax, Fedez e Stash dei The Kolors alla realizzazione del singolo Assenzio, pubblicato il 18 novembre 2016 e presente nell'album Comunisti col Rolex dei due rapper.

### Nel caos di stanze stupefacenti,X Factore il 2018
Il 1º febbraio 2017 pubblica per il download digitale il singolo Non me ne frega niente, che anticipa il suo terzo album in studio Nel caos di stanze stupefacenti, uscito il 7 aprile 2017. La copertina del terzo capitolo discografico della cantautrice siciliana viene svelata in diretta televisiva a Che tempo che fa. A ridosso dell'uscita dell'album, Levante vince il premio Miglior Artista Alternative ai Coca Cola Onstage Awards. Nel caos di stanze stupefacenti ha debuttato in seconda posizione nella Classifica FIMI Album, mentre i singoli Non me ne frega niente e Pezzo di me (feat. Max Gazzè) sono stati certificati disco d'oro dalla FIMI. Le 6 date del tour Nel caos vengono inoltre preannunciate dall'esibizione sul palco del concerto del Primo Maggio a Roma. Il concerto all'Alcatraz di Milano viene poi pubblicato in formato audio e video all'interno della riedizione di Nel caos di stanze stupefacenti, uscita il 17 novembre 2017.
Il 19 maggio 2017 viene ufficializzata la partecipazione all'undicesima edizione del talent show X Factor in qualità di giudice insieme a Fedez, Manuel Agnelli e Mara Maionchi. La collaborazione con Sky prosegue nel 2018: infatti Levante è tra gli artisti selezionati da Sky Arte per la produzione originale Sky Arte Sessions andata in onda in prima serata e che vede l'artista eseguire, accompagnata dalla sua band, alcuni dei brani più importanti della sua carriera. Levante conclude un anno di successi con il premio speciale di Rockol Artista dell'anno, consegnato durante la cerimonia dei Rockol Awards. Appare inoltre nel numero di dicembre/gennaio della prestigiosa rivista internazionale Monocle, che la descrive come «an italian superstar in the making».

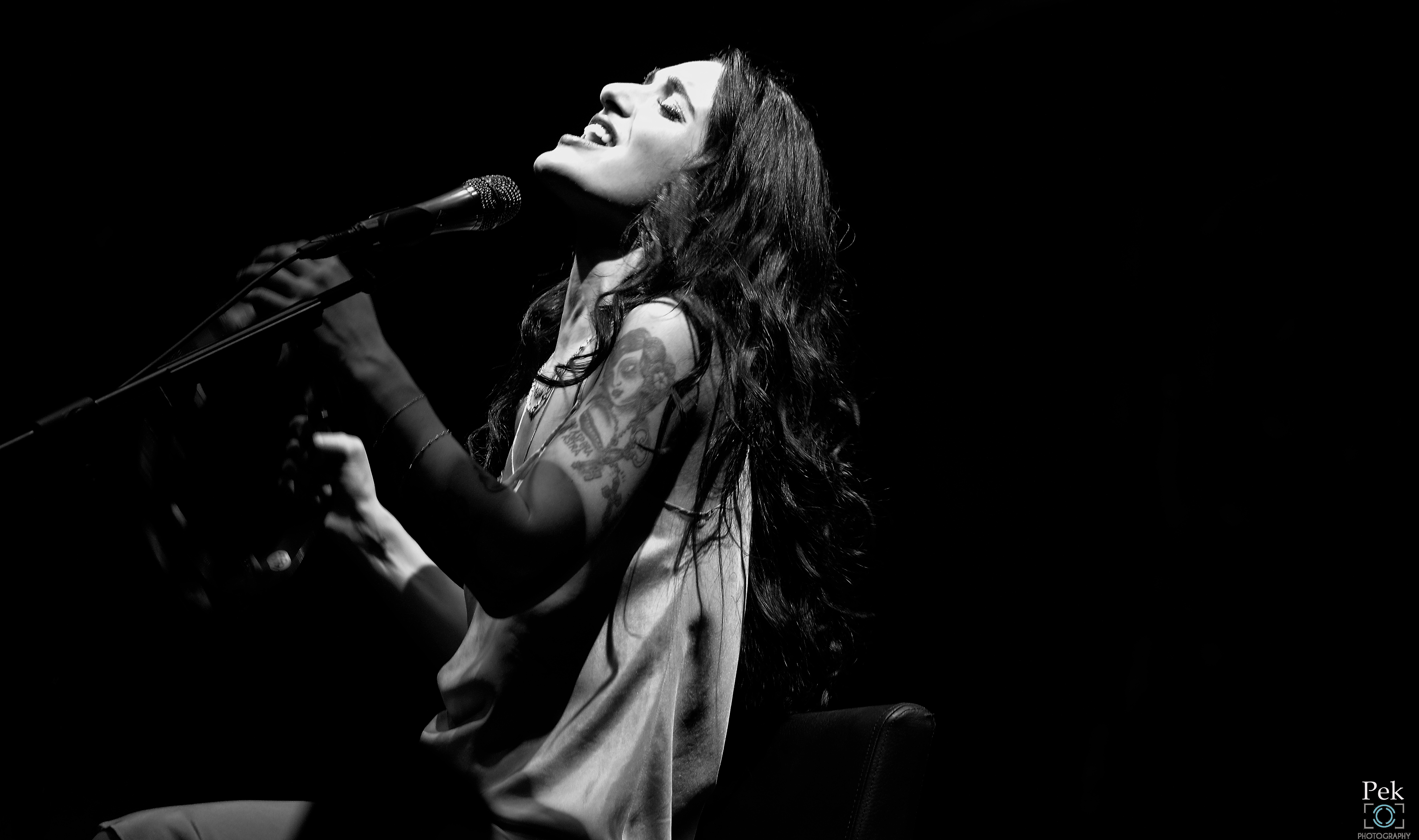
Levante in concerto all'Auditorium Parco della Musica nel marzo del 2018

Nei primi mesi del 2018 calca i palchi d’Europa e d’Italia con i tour Caos in Europa e Caos in teatro registrando il tutto esaurito nelle oltre 30 date. A maggio si esibisce nuovamente al concerto del 1º di Taranto e riceve il prestigioso Premio Barocco. Il 1º giugno Levante è stata ospite di J-AX e Fedez al concerto-evento "La Finale" allo stadio di San Siro, esibendosi con loro nella hit Assenzio davanti ad una folla di 80.000 persone. Nell'estate dello stesso anno collabora con Diplo e MØ al singolo Stay Open. La traccia è parte del progetto Tuborg Open. In dicembre, riceve il Premio “Musica Contro le Mafie” per il valore e l’impegno contenuti nella sua hit “Non Me Ne Frega Niente”.

### Levante scrittrice:Se non ti vedo non esistieQuesta è l'ultima volta che ti dimentico
Il 19 gennaio 2017 esce il primo romanzo della cantante, intitolato Se non ti vedo non esisti ed edito da Rizzoli, che nelle prime tre settimane giunge alla quarta ristampa ed entra nella classifica dei libri di narrativa più venduti in Italia. Il 13 novembre 2018 invece è la volta del secondo romanzo, Questa è l'ultima volta che ti dimentico, che raggiunge subito la top ten delle vendite in Italia.

### L'impegno come autrice e le collaborazioni con altri artisti
Nel 2017 ha scritto una canzone per l'album di Gianni Morandi D'amore d'autore, intitolata Mediterraneo, e ha duettato con Tiziano Ferro in una nuova versione del singolo Valore assoluto, inclusa nella riedizione dell'album Il mestiere della vita. Ha duettato inoltre nel pezzo Io solo io ora dei Casino Royale. Nel 2019 duetta nel brano Un motivo maledetto con Irene Grandi, uno dei primissimi successi della cantante toscana del 1994. Il duetto è stato inserito nel suo album celebrativo Grandissimo.

### Magmamemoria
A inizio 2019 il periodico Vogue ha dedicato uno speciale alla cantante all'interno della propria guida Vogue 100, dedicato alle cento persone in grado di influenzare le tendenze mondiali nella moda e nell'arte.
Il 5 marzo dello stesso anno Levante ha firmato un contratto discografico con la Warner Music Italy/Parlophone, pubblicando il successivo 4 ottobre il quarto album in studio Magmamemoria; il disco ha debuttato al quarto posto della classifica FIMI Album. Ad anticiparne l'uscita sono stati i singoli Andrà tutto bene, pubblicato il 5 aprile, e Lo stretto necessario, in duetto con Carmen Consoli (e scritto insieme a Dimartino e Colapesce), pubblicato il 28 giugno e accompagnato da un videoclip girato in Sicilia, terra natale delle due cantautrici. Il 27 settembre viene pubblicato il terzo singolo Bravi tutti voi.
L'album è anticipato anche da un tour estivo di 10 date nelle arene e anfiteatri storici d'Italia. Il 23 novembre 2019 Levante tiene il suo primo concerto al Mediolanum Forum di Assago, durante il quale suona per intero Magmamemoria insieme a una selezione dei suoi più grandi successi; ospite speciale dell'evento è Gianni Morandi, con cui Levante duetta in Vita. Nello stesso mese riceve il premio d'onore "Artist Award" al gala annuale dell'associazione no profit Children for Peace e recita in alcuni sketch di Viva RaiPlay! con Simone Montedoro.
Nel 2020 la cantante ha partecipato al Festival di Sanremo con il brano Tikibombom, classificatosi dodicesimo al termine della manifestazione. Il singolo è stato incluso nella riedizione di Magmamemoria, intitolata Magmamemoria MMXX; questa nuova edizione è formata da 2 CD: il primo contiene 4 bonus track, ovvero le versioni riarrangiate di Andrà tutto bene, Bravi tutti voi, Se non ti vedo non esisti e Lo stretto necessario, il secondo i 13 brani dell'album suonati dal vivo al sopracitato concerto al Mediolanum Forum. In seguito ha pubblicato una versione acustica della canzone.

### Inediti,Opera futura
Il 7 luglio 2020 esce il singolo inedito Sirene, seguito a settembre da Vertigine assieme ad Altarboy. Il 21 maggio 2021 è stata la volta del singolo Dall'alba al tramonto, accompagnato dal relativo video, mentre l'8 giugno dello stesso anno ha pubblicato il romanzo E questo cuore non mente.
Nel 2023 ha preso parte al Festival di Sanremo con il brano Vivo, volto ad anticipare il quinto album Opera futura. Nella serata conclusiva della kermesse si classifica al ventitreesimo posto.
Sempre nello stesso anno, duetta nel brano Amoremidai con Paola & Chiara, successo del 2000 del duo. Il duetto è stato inserito nel loro album Per sempre. Il 23 giugno esce il singolo Canzone d'estate. In seguito sono stati pubblicati Wild insieme a LP e Mi manchi in versione dal vivo registrata all'Arena di Verona. La performance alla serata finale del MI AMI Festival 2023 dà inizio al tour estivo Opera Futura - Live in concerto, che si conclude il 27 settembre, giorno del primo concerto della cantante all'Arena di Verona. Il giorno dopo il concerto, viene annunciato il tour Opera futura - Live nei teatri, che parte il 10 marzo 2024 a Isernia, concludendosi il 19 maggio 2024, a Udine.
Il 23 febbraio 2024 esce in esclusiva su Paramount+ il documentario Levante ventitré - Anni di voli pindarici. Nel maggio del 2024 pubblica l'album di remix Manuale distruzione - dieci anni dopo, remake integrale del primo album in studio Manuale distruzione, risalente al 2014. Il 2 luglio apre il concerto degli Arcade Fire presso la Fiera Milano Live.
Il 19 novembre 2024 pubblica il suo quarto libro Opera quotidiana. Il 6 giugno 2025 pubblica Maimai, singolo che anticipa il suo sesto album.

## Vita privata
Nel settembre 2015 Levante ha sposato Simone Cogo, disc jockey e polistrumentista dei The Bloody Beetroots, a Castell'Alfero. In un'intervista per Vanity Fair del maggio 2017, ha dichiarato di essersi separata. Successivamente ha intrapreso una relazione con il cantautore Diodato, conclusasi nel 2019. Nel settembre 2021 ha annunciato di essere incinta del nuovo compagno, Pietro Palumbo, un avvocato siciliano, cui è legata da due anni. La loro primogenita, Alma Futura, è nata il 13 febbraio 2022.
Dopo la nascita di sua figlia, Levante ha condiviso pubblicamente la sua esperienza con la depressione post-partum, tematica che ha affrontato anche nel brano Vivo presentato al Festival di Sanremo 2023.
Nel corso della sua carriera, Levante ha affrontato diverse sfide personali. In un'intervista, ha rivelato di aver avuto una relazione con un uomo che non accettava la fine del loro rapporto, arrivando a minacciarla di divulgare materiale privato.
Levante è riconosciuta non solo per la sua musica, ma anche per il suo impegno su temi sociali come l'ecologia, il femminismo e i diritti civili, dimostrando una forte sensibilità verso questioni di rilevanza sociale. 

## Influenze musicali
Levante ha affermato di essere cresciuta con la musica di Meg, Cristina Donà, Carmen Consoli, Rettore, Mina, Janis Joplin, Tori Amos, Alanis Morissette, Verdena, Afterhours e i La Crus.

## Discografia

### Album in studio
- 2014 – Manuale distruzione
- 2015 – Abbi cura di te
- 2017 – Nel caos di stanze stupefacenti
- 2019 – Magmamemoria
- 2023 – Opera futura

### Album di remix
- 2024 – Manuale distruzione - dieci anni dopo

## Tournée
- 2013 – Le feste di Alfonso
- 2014 – Manuale distruzione tour
- 2016 – Abbi cura di te tour 2016
- 2017 – Estate nel caos
- 2018 – Caos in Europa
- 2018 – Caos in teatro
- 2019 – Tour estate 2019
- 2021 – Dall'alba al tramonto live
- 2023/2024 – Opera futura - Live in concerto

## Filmografia
- Note di viaggio: il film, regia di Andrea Longhin e Claudio Spanu (2021)
- Romantiche, regia di Pilar Fogliati (2023)
- Levante ventitré - Anni di voli pindarici (2024)

## Opere letterarie
- Se non ti vedo non esisti (2017, Rizzoli)
- Questa è l'ultima volta che ti dimentico (2019, Rizzoli)
- E questo cuore non mente (2021, Rizzoli)
- Opera quotidiana (2024, Rizzoli)

## Riconoscimenti
- Rockol Awards
  - 2017 – Premio Artista dell'anno[27]
- Soundtrack Stars Award
  - 2023 – Premio dell'anno per la colonna sonora di Romantiche
- Venice Award 2023
  - 2023 – Premio nuovo Imaie per la colonna sonora di Romantiche